# Pterotracheidae
Die Pterotracheidae sind eine Familie der Schnecken, die an eine pelagische Lebensweise angepasst sind. Sie ähneln etwas den planktonischen Pfeilwürmern.

## Merkmale
Der Körper ist weich, gelatineartig durchsichtig und langgestreckt. Vorne befindet sich ein beweglicher Rüssel und die Augen, der Fuß ist zu einer Schwimmflosse umgebildet, die Organe befinden sich hinten in einem kleinen, Viszeralkern genannten Bereich. Dort sind auch die Gonaden und die Kiemen. Der undurchsichtige Viszeralkern wird durch phosphoreszierendes Licht getarnt. Das Gehäuse ist komplett rückgebildet. Die Tiere schwimmen auf dem Rücken mit Hilfe des hin- und herschlagenden Flossenfußes.

## Ernährung
Die Pterotracheidae ernähren sich räuberisch von kleinen Fischen, Salpen, Quallen, Pfeilwürmern und anderen planktonischen Weichtieren. Sie selber werden von Fischen und Meeresschildkröten gefressen.

## Vorkommen
Ihr Lebensraum sind die warmen Meere weltweit, auch das Mittelmeer, wo sie in großen Schwärmen die oberen 200 Meter der Wassersäule bewohnen.

## Systematik
Zwei Gattungen werden zur Familie gestellt:
- Pterotrachea Forskål, 1775
- Firoloida Lesueur, 1817

Früher wurden häufig auch noch andere Gattungen (z. B. Carinaria) zur Familie gestellt, die jedoch inzwischen in eigene Familien innerhalb der Überfamilie Pterotracheoidea gestellt werden.